# Provincia de P'yŏngan del Norte
Pyongan del Norte es una provincia de Corea del Norte. La provincia se formó en 1896 al partir de la mitad norte de la antigua provincia de P'yŏngan. Su capital es Sinuiju. En 2002, la región administrativa especial de Sinuiju fue creada, cerca de la ciudad de Sinuiju al oeste de la provincia.

## Población y territorio
Las cifras del censo realizado en el año 2005 afirman que P'yŏngan del Norte posee una población compuesta por 2.400.595 personas. El territorio ocupa 12.377 km² de superficie, por lo que la densidad poblacional es de 293 habitantes por kilómetro cuadrado.

## Divisiones administrativas
Pyongan del norte está dividido en tres ciudades y 22 condados.

### Ciudades
- Sinŭiju (capital) (신의주시/新義州市)
- Chŏngju (정주시/定州市)
- Kusŏng (구성시/龜城市)

### Condados
- Changsŏng-gun (창성군/昌城郡)
- Chŏlsan-gun (철산군/鐵山郡)
- Chŏnma-gun (천마군/天摩郡)
- Hyangsan-gun (향산군/香山郡)
- Kujang-gun (구장군/球場郡)
- Kwaksan-gun (곽산군/郭山郡)
- Nyŏngbyŏn-gun (녕변군/寧邊郡)
- Pakchŏn-gun (박천군/博川郡)
- Phihyŏn-gun (피현군/枇峴郡)
- Pyŏkdong-gun (벽동군/碧潼郡)
- Ryongchŏn-gun (룡천군/龍川郡)
- Sakchu-gun (삭주군/朔州郡)
- Sindo-gun (신도군/薪島郡)
- Sŏnchŏn-gun (선천군/宣川郡)
- Thaechŏn-gun (태천군/泰川郡)
- Taegwan-gun (대관군/大館郡)
- Tongchang-gun (동창군/東倉郡)
- Tongrim-gun (동림군/東林郡)
- Ŭiju-gun (의주군/義州郡)
- Unjŏn-gun (운전군/雲田郡)
- Unsan-gun (운산군/雲山郡)
- Yŏmju-gun (염주군/鹽州郡)

- Datos: Q109348
- Multimedia: Pyonganbuk-to / Q109348